# Jogos Pan-Americanos Júnior
Os Jogos Pan-Americanos Júnior, Jogos Pan-Americanos Juniores, ou Jogos Pan-Americanos Juvenis, é uma competição multidesportiva envolvendo esportistas da América, sendo esta a terceira versão dos Jogos Pan-Americanos. Assim como as edições dos Jogos Olímpicos da Juventude, só podem participar do evento atletas com idade inferior a 23 anos e também ocorrem a cada quatro anos, sendo eles ímpares.

## História
Já havia um projeto que visava a criação de mais uma versão dos Jogos Pan-Americanos, devido ao sucesso da edição de verão, realizada desde 1951. No entanto, a ideia só ganhou força em 2018 quando houve a realização dos Jogos Olímpicos de Verão da Juventude de 2018 em Buenos Aires, na Argentina. O presidente da Organização Desportiva Pan-Americana (ODEPA), o chileno Nelson Ilic, visto o sucesso das Olimpíadas da Juventude, resolveu trazer a ideia para o Pan, fixando anos ímpares, porém com uma antecedência de dois anos, para não coincidir com os Jogos Pan-Americanos. A primeira edição foi marcada para 2021 e teve eventos que foram classificatórios para os Jogos Pan-Americanos de 2023.
Visto a ideia, membros da ODEPA, vindo de países como a Colômbia, El Salvador e México resolveram se oferecer para disputar o pleito para serem sede das competições em 2021. Assim então, entraram para a briga a cidade de Cáli junto com a região do Valle del Cauca, Santa Ana e Monterrei. A oficialização das três candidaturas aconteceu em janeiro de 2019 e o processo de votação nos dias 27 e 28 de março. A vencedora foi Cáli, que derrotou Santa Ana, já que Monterrei anunciou desistência dias antes da votação, temendo uma possível falta de apoio do governo mexicano que possibilitaria em uma eliminação, adiando os projetos para 2025.

## Edições
| Jogos | Jogos | Jogos      | Jogos    | Jogos                        | Estatísticas | Estatísticas | Estatísticas | Estatísticas     |
| Ano   | Jogos | Sede       | País     | Data                         | Atletas      | Países       | Esportes     | Maior medalhista |
| ----- | ----- | ---------- | -------- | ---------------------------- | ------------ | ------------ | ------------ | ---------------- |
| 2021  | I     | Cáli-Valle | Colômbia | 25 de novembro–5 de dezembro | 4.000        | 41           | 28           | Brasil           |
| 2025  | II    | Assunção   | Paraguai | 9–23 de agosto               | 3.800        | 41           | 28           |                  |

## Modalidades
Já foram ou são disputadas trinta e seis modalidades:
| Modalidade               | 2021 | 2025 |
| ------------------------ | ---- | ---- |
| Atletismo                | •    | •    |
| Badminton                | •    | •    |
| Basquetebol 3x3          | •    | •    |
| Beisebol                 | •    |      |
| Boliche                  | •    |      |
| Boxe                     | •    |      |
| Beisebol                 | •    |      |
| Caratê                   | •    | •    |
| Canoagem                 | •    | •    |
| Ciclismo                 | •    | •    |
| Esgrima                  | •    | •    |
| Esqui aquático           |      | •    |
| Ginástica                | •    | •    |
| Golfe                    |      | •    |
| Handebol                 | •    | •    |
| Hóquei sobre a grama     |      | •    |
| Judô                     | •    | •    |
| Levantamento de Peso     | •    | •    |
| Lutas                    | •    | •    |
| Natação Artística        | •    | •    |
| Natação de águas abertas |      | •    |
| Natação                  | •    | •    |
| Patinação sobre Rodas    | •    | •    |
| Pentatlo Moderno         | •    |      |
| Rugby sevens             |      | •    |
| Saltos Ornamentais       | •    | •    |
| Skate                    | •    | •    |
| Softbol                  | •    |      |
| Taekwondo                | •    | •    |
| Tênis                    | •    | •    |
| Tênis de Mesa            | •    | •    |
| Tiro ao alvo             | •    | •    |
| Tiro desportivo          | •    | •    |
| Vela                     | •    | •    |
| Voleibol                 | •    | •    |
| Voleibol de Praia        | •    | •    |

## Quadro de Medalhas
Segue abaixo, o total de medalhas distribuído por país (referentes a edição 2021).
| Ordem | País                      | Medalha de ouro | Medalha de prata | Medalha de bronze |       |
| ----- | ------------------------- | --------------- | ---------------- | ----------------- | ----- |
| 1     | BRA Brasil                | 59              | 49               | 55                | 163   |
| 2     | COL Colômbia              | 48              | 34               | 63                | 145   |
| 3     | USA Estados Unidos        | 47              | 29               | 38                | 114   |
| 4     | MEX México                | 46              | 76               | 48                | 172   |
| 5     | CUB Cuba                  | 29              | 19               | 22                | 70    |
| 6     | ARG Argentina             | 19              | 22               | 32                | 73    |
| 7     | ECU Equador               | 15              | 14               | 24                | 53    |
| 8     | CHI Chile                 | 12              | 15               | 31                | 58    |
| 9     | PRI Porto Rico            | 8               | 4                | 8                 | 20    |
| 10    | URU Uruguai               | 8               | 3                | 3                 | 14    |
| 11    | VEN Venezuela             | 6               | 7                | 21                | 34    |
| 12    | PER Peru                  | 6               | 15               | 14                | 35    |
| 13    | DOM República Dominicana  | 5               | 8                | 10                | 23    |
| 14    | CAN Canadá                | 4               | 1                | 5                 | 10    |
| 15    | PAR Paraguai              | 2               | 4                | 4                 | 10    |
| 16    | CRI Costa Rica            | 2               | 3                | 5                 | 10    |
| 17    | ARU Aruba                 | 2               | 1                |                   | 3     |
| 18    | GUA Guatemala             | 1               | 5                | 10                | 16    |
| 19    | BOL Bolívia               | 1               | 1                | 2                 | 4     |
| 20    | ESA El Salvador           |                 | 3                | 5                 | 8     |
| 21    | TTO Trinidad e Tobago     |                 | 1                | 1                 | 2     |
| 22    | NIC Nicarágua             |                 | 1                |                   | 1     |
|       | GRD Granada               |                 | 1                |                   | 1     |
|       | BER Bermudas              |                 | 1                |                   | 1     |
|       | SKN São Cristóvão e Neves |                 | 1                |                   | 1     |
|       | GUY Guiana                |                 | 1                |                   | 1     |
| 23    | PAN Panamá                |                 |                  | 5                 | 5     |
| 24    | HON Honduras              |                 |                  | 1                 | 1     |
|       | BAR Barbados              |                 |                  | 1                 | 1     |
|       | BAH Bahamas               |                 |                  | 1                 | 1     |
|       | LCA Santa Lúcia           |                 |                  | 1                 | 1     |
| TOTAL | TOTAL                     | 321             | 322              | 410               | 1 053 |

## Ver Também
- Jogos Pan-Americanos
- Jogos Parapan-Americanos
- Jogos Pan-Americanos de Inverno
- Jogos Parapan-Americanos de Jovens